# Маргейр Петурссон
Маргейр Петурссон (Пьетурссон, исл. Margeir Pétursson; род. 15 февраля 1960, Рейкьявик) — исландский шахматист, гроссмейстер (1986).
Участник межзонального турнира в Биле (1985) — 14-е место и 11-и олимпиад (1976—1996) в составе команды Исландии. Чемпион Исландии (1985, 1986 гг.) и победитель чемпионата северных стран в Торсхавне (1987).
Лучшие результаты в международных соревнованиях: Хамар (1979 и 1983/1984) — 1-е, 1983 — 2—3-е; Прага (1979/1980) — 3—4-е; Монте-Карло (1980) — 2—3-е; Суботица и Любляна (1981) — 2-е; Бела-Црква (1982) — 1—6-е; Гёусдал, 1983 и 1984 (январь) — 1—3-е, 1983 (июль) — 3-е, 1985 (зональный турнир ФИДЕ) — 1—2-е, 1987 — 1-е; Рейкьявик (1984) — 2-е, 1985 — 2—3-е; Смедеревска-Паланка (1984) — 1—2-е; Гастингс (1985/1986) — 1-е места.
С 2000 года практически прекратил принимать участие в соревнованиях и успешно занялся банковским бизнесом.
Является собственником банка "Львов" в Украине.

## Изменения рейтинга
| Графики недоступны из-за технических проблем. См. информацию на Фабрикаторе и на mediawiki.org. |